# Новогродівська міська рада
Новогро́дівська міська́ ра́да — адміністративно-територіальна одиниця та орган місцевого самоврядування у Донецькій області. Адміністративний центр — місто обласного значення Новогродівка.

## Загальні відомості
- Територія ради: 6 км²
- Населення ради: 15 243 особи (станом на 1 лютого 2014 року)

## Населені пункти
Міській раді підпорядковані населені пункти:
- м. Новогродівка

## Склад ради
Рада складається з 26 депутатів та голови.
- Голова ради: Білецька Людмила Михайлівна
- Секретар ради:

### Керівний склад попередніх скликань
| ПІБ                            | Основні відомості                                                       | Дата обрання | Дата звільнення |
| ------------------------------ | ----------------------------------------------------------------------- | ------------ | --------------- |
| Морозов Іван Тимофійович       | Міський голова, 1948 року народження, безпартійний                      | 26.03.2006   | 01.02.2008      |
| Антоненко Олександр Вікторович | Міський голова, 1971 року народження, освіта вища, член Партії регіонів | 01.06.2008   | 31.10.2010      |
| Антоненко Олександр Вікторович | Міський голова, 1971 року народження, освіта вища, член Партії регіонів | 31.10.2010   | 25.10.2015      |
| Білецька Людмила Михайлівна    | Міський голова, 1954 року народження, освіта вища, безпартійна          | 25.10.2015   |                 |

Примітка: таблиця складена за даними сайту Верховної Ради України та ЦВК

### Депутати VII скликання
За результатами місцевих виборів 2015 року депутатами ради стали:

#### За суб'єктами висування
| Суб'єкт висування                                 | Кількість обраних депутатів | %     |
| ------------------------------------------------- | --------------------------- | ----- |
| Політична партія «Наш край»                       | 8                           | 30.77 |
| Партія захисників Вітчизни                        | 7                           | 26.92 |
| Політична партія «Опозиційний блок»               | 6                           | 23.08 |
| Політична партія ДемАльянс (Демократичний альянс) | 4                           | 15.38 |
| Партія Блок Петра Порошенка «Солідарність»        | 1                           | 3.85  |

#### За округами
| № округу                                          | Прізвище, ім'я, по батькові      | Дата нар.  | Освіта              | Партійна приналежність                                  | Відомості |
| ------------------------------------------------- | -------------------------------- | ---------- | ------------------- | ------------------------------------------------------- | --- |
| Політична партія «Наш край»                       |                                  |            |                     |                                                         | |
| пк                                                | Шевченко Олександр Миколайович   | 18.07.1975 | вища                | безпартійний                                            | Державне підприємство «Селидіввугілля», помічник генерального директора                                                                                            |
| 1                                                 | Безручко Наталія Павлівна        | 21.04.1966 | вища                | безпартійна                                             | Загальноосвітня школа № 8, вчитель |
| 25                                                | Ляшенко Едуард Олексійович       | 09.01.1965 | вища                | безпартійний                                            | Новогродівська дільниця Селидвського управління водопровідно- каналізаційного господарства комунального підприємства" "Компанія «Вода Донбасу», начальник дільниці |
| 26                                                | Рябцева Алла Вікторівна          | 12.05.1968 | вища                | безпартійна                                             | Публічне акціонерне товариство «Машзавод», головний бухгалтер |
| 21                                                | Портечко Віталій Павлович        | 15.04.1960 | вища                | безпартійний                                            | Відокремлений підрозділ "Шахта «Росія» державного підприємства «Селидіввугілля», заступник директора                                                               |
| 10                                                | Самоздра Людмила Федорівна       | 27.06.1957 | вища                | безпартійна                                             | Загальноосвітня школа № 10, директор |
| 20                                                | Сарасеко Олександр Петрович      | 11.02.1967 | професійно-технічна | безпартійний                                            | Відокремлений підрозділ "Шахта «Росія» державного підприємства «Селидіввугілля», головний механік                                                                  |
| 16                                                | Бєлік Сергій Олександрович       | 29.11.1986 | вища                | безпартійний                                            | Відокремлений підрозділ "Шахта «Росія» державного підприємства «Селидіввугілля», начальник дільниці                                                                |
| Партія захисників Вітчизни                        |                                  |            |                     |                                                         | |
| пк                                                | Балінов Олександр Олександрович  | 13.12.1962 | вища                | член Партії захисників Вітчизни                         | Приватний підприємець |
| 22                                                | Орлата Ірина Адольфівна          | 21.07.1963 | вища                | безпартійна                                             | Новогродівська міська лікарня, лікар-невролог |
| 4                                                 | Бондар Юлія Миколаївна           | 27.06.1982 | середня спеціальна  | безпартійна                                             | Приватний підприємець |
| 26                                                | Радченко Євген Федорович         | 30.05.1970 | професійно-технічна | член Партії захисників Вітчизни                         | ПП «Мусейко», водій-експедитор |
| 6                                                 | Гресь Віктор Іванович            | 05.07.1950 | середня спеціальна  | член Партії захисників Вітчизни                         | Шахта 1/3 Новогродівська, дільниця РСО −3, слюсар |
| 5                                                 | Мусейко Костянтин Іванович       | 21.08.1966 | професійно-технічна | член Партії захисників Вітчизни                         | Приватний підприємець |
| 3                                                 | Мельник Сергій Олексійович       | 02.11.1959 | середня спеціальна  | безпартійний                                            | Шахта «Росія», дП Селидіввугілля, гірничо-монтажник |
| Політична Партія «Опозиційний блок»               |                                  |            |                     |                                                         | |
| пк                                                | Левченко Григорій Степанович     | 19.05.1965 | вища                | безпартійний                                            | Не працює, пенсіонер |
| 20                                                | Лукіна Ольга Вікторівна          | 13.03.1969 | професійно-технічна | безпартійна                                             | Будинок дитячої творчості, комірник |
| 24                                                | Бабаєва Надія Анатоліївна        | 27.10.1977 | вища                | безпартійна                                             | Загальноосвітня школа № 9, вчитель |
| 14                                                | Удовиченкова Вікторія Вікторівна | 24.12.1972 | професійно-технічна | безпартійна                                             | Приватний підприємець «Лобанова», продавець |
| 7                                                 | Борковець Олександр Вікторович   | 06.04.1957 | професійно-технічна | безпартійний                                            | Загальноосвітня школа № 10, вчитель |
| 3                                                 | Матвеєва Антоніна Антонівна      | 24.08.1944 | вища                | безпартійна                                             | Не працює, пенсіонер |
| політична партія ДемАльянс (Демократичний альянс) |                                  |            |                     |                                                         | |
| пк                                                | Кухлєв Антон Сергійович          | 10.06.1982 | вища                | член політичної партії ДемАльянс (Демократичний альянс) | Донецький національний університет, аспірант |
| 13                                                | Позняковська Наталія Василівна   | 19.02.1978 | вища                | безпартійна                                             | тимчасово не працює |
| 14                                                | Кавунов Сергій Іванович          | 20.09.1971 | середня спеціальна  | безпартійний                                            | шахта «Росія», машиніст підйому, бригадир |
| 12                                                | Горобєй Оксана Василівна         | 25.07.1978 | вища                | безпартійна                                             | КЛПУ «Новогродівська центральна міська лікарня», інспектор з кадрів                                                                                                |
| ПАРТІЯ "БЛОК ПЕТРА ПОРОШЕНКА «СОЛІДАРНІСТЬ»       |                                  |            |                     |                                                         | |
| пк                                                | Братусь Тетяна Володимирівна     | 06.03.1968 | професійно-технічна | член ПАРТІЇ "БЛОК ПЕТРА ПОРОШЕНКА «СОЛІДАРНІСТЬ»        | тимчасово не працює |

### Депутати VI скликання
За результатами місцевих виборів 2010 року депутатами ради стали:

#### За суб'єктами висування
| Суб'єкт висування           | Кількість обраних депутатів | %    |
| --------------------------- | --------------------------- | ---- |
| Партія регіонів             | 26                          | 72,2 |
| Комуністична партія України | 5                           | 13,9 |
| Партія захисників Вітчизни  | 5                           | 13,9 |

#### За округами
| № округу                    | Прізвище, ім'я, по батькові     | Дата визнання обраним | Освіта                    | Партійна приналежність            | Відомості про обраного депутата                                             |
| --------------------------- | ------------------------------- | --------------------- | ------------------------- | --------------------------------- | --------------------------------------------------------------------------- |
| Комуністична партія України |                                 |                       |                           |                                   |                                                                             |
| б/м                         | Брильов Сергій Олександрович    | 05.11.2010            | Освіта середня            | член Комуністичної партії України | пенсіонер                                                                   |
| б/м                         | Собокар Олег Володимирович      | 05.11.2010            | Освіта середня            | член Комуністичної партії України | Шахта 1/3 «Новогродівська», електрослюсар                                   |
| б/м                         | Гаврилова Оксана Олегівна       | 19.11.2010            | Освіта вища               | член Комуністичної партії України | Приватбанк, управляюча                                                      |
| 5                           | Білецька Людмила Михайлівна     | 05.11.2010            | Освіта вища               | член Комуністичної партії України | пенсіонер                                                                   |
| 6                           | Бубіч Олег Юрійович             | 05.11.2010            | Освіта вища               | позапартійний                     | тимчасово не працює                                                         |
| Партія захисників Вітчизни  |                                 |                       |                           |                                   |                                                                             |
| б/м                         | Мусейко Костянтин Іванович      | 05.11.2010            | Освіта середня            | член Партії захисників Вітчизни   | ФО-П Мусейко, директор                                                      |
| б/м                         | Балінов Олександр Олександрович | 05.11.2010            | Освіта вища               | член Партії захисників Вітчизни   | ФО-П Балінов, директор                                                      |
| б/м                         | Гурачевський Ігор Володимирович | 05.11.2010            | Освіта середня            | член Партії захисників Вітчизни   | ФО-П Гурачевсь-кий, директор                                                |
| б/м                         | Остапко Оксана Іванівна         | 05.11.2010            | Освіта середня            | член Партії захисників Вітчизни   | ФО-Остапко, директор                                                        |
| б/м                         | Присяжний Василь Іванович       | 19.11.2010            | Освіта середня            | позапартійний                     | Локомотив-не депо м. Красноармійськ, машиніст електровоза                   |
| Партія регіонів             |                                 |                       |                           |                                   |                                                                             |
| б/м                         | Бєгалі Лілія Валеріївна         | 05.11.2010            | Освіта вища               | член Партії регіонів              | Міська рада, секретар міської ради                                          |
| б/м                         | Лакіза Олексій Миколайович      | 05.11.2010            | Освіта вища               | член Партії регіонів              | ВП «Шахта 1/3 Новогродівська» ДП «Селидіввугілля», начальник дільниці       |
| б/м                         | Роговська Марина Володимирівна  | 05.11.2010            | Освіта вища               | член Партії регіонів              | ВП «Шахта Росія» ДП "Селидіввугілля, головний маркшейдер                    |
| б/м                         | Шевченко Олександр Миколайович  | 05.11.2010            | Освіта вища               | член Партії регіонів              | ДП «Селидіввугілля», заступник генерального директора                       |
| б/м                         | Вілінський Віктор Васильович    | 05.11.2010            | Освіта середня            | член Партії регіонів              | пенсіонер                                                                   |
| б/м                         | Зелинська Тетяна Петрівна       | 05.11.2010            | Освіта середня            | член Партії регіонів              | ВП «Шахта Росія» ДП "Селидіввугілля, начальник дільниці                     |
| б/м                         | Кукава Давид Абрамович          | 05.11.2010            | Освіта вища               | член Партії регіонів              | приватний підприємець                                                       |
| б/м                         | Кульгутін Володимир Вікторович  | 19.11.2010            | Освіта вища               | член Партії регіонів              | приватний підприємець                                                       |
| б/м                         | Гаврилов Валерій Іванович       | 19.11.2010            | Освіта вища               | член Партії регіонів              | пенсіонер                                                                   |
| б/м                         | Томка Валентина Федорівна       | 19.11.2010            | Освіта середня            | член Партії регіонів              | ВП «Шахта 1/3 Новогродівська» ДП «Селидіввугілля», начальник відділу кадрів |
| 1                           | Резник Роман Сергійович         | 05.11.2010            | Освіта вища               | член Партії регіонів              | ВПшахта 1\3 «Новогродівська» ДП «Селидіввугілля», начальник зміни           |
| 2                           | Безручко Наталія Павлівна       | 05.11.2010            | Освіта вища               | член Партії регіонів              | загальноосвітня школа № 8, викладач                                         |
| 3                           | Ніколаєнко Микола Миколайович   | 05.11.2010            | Освіта середня            | член Партії регіонів              | Пп. «Юсубов В.Х», заступник директора                                       |
| 4                           | Матвєєва Антоніна Антонівна     | 05.11.2010            | Освіта вища               | член Партії регіонів              | ВП шахта «Росія» ДП «Селидіввугілля», робоча поверхні                       |
| 7                           | Овечкіна Тамара Семенівна       | 05.11.2010            | Освіта вища               | член Партії регіонів              | загальноосвітня школа № 7, директор                                         |
| 8                           | Портечко Віталій Павлович       | 05.11.2010            | Освіта середня спеціальна | член Партії регіонів              | ВП шахта «Росія» ДП "Селидіввугілля, гірничий робітник підземний            |
| 9                           | Волков Юрій Петрович            | 05.11.2010            | Освіта вища               | член Партії регіонів              | Центральна міська лікарня, головний лікар                                   |
| 10                          | Молчанов Валерій Георгійович    | 05.11.2010            | Освіта вища               | член Партії регіонів              | Центральна міська лікарня, завідувач хірургічним відділенням                |
| 11                          | Сарасеко Михайло Петрович       | 05.11.2010            | Освіта середня спеціальна | член Партії регіонів              | ПП «Юсубов В.Х», виконавчий директор                                        |
| 12                          | Братусь Тетяна Володимирівна    | 05.11.2010            | Освіта вища               | член Партії регіонів              | ЦЗФ «Росія», майстер                                                        |
| 13                          | Шуруєва Ірина Миколаївна        | 05.11.2010            | Освіта вища               | член Партії регіонів              | Територіальний центр соціального обслуговування, директор                   |
| 14                          | Сердюк Сергій Віталійович       | 05.11.2010            | Освіта вища               | член Партії регіонів              | ВП шахта «Росія» ДП «Селидіввугілля», начальник дільниці                    |
| 15                          | Батрак Надія Вікторівна         | 05.11.2010            | Освіта незакінчена вища   | член Партії регіонів              | ВП шахта «Росія» ДП «Селидіввугілля», робоча виробничої бані                |
| 16                          | Суслов Ігор Леонідович          | 05.11.2010            | Освіта вища               | член Партії регіонів              | приватний підприємець                                                       |
| 17                          | Самоздра Людмила Федорівна      | 05.11.2010            | Освіта вища               | член Партії регіонів              | загальноосвітня школа № 10, директор                                        |
| 18                          | Павлик Валерій Миколайович      | 05.11.2010            | Освіта незакінчена вища   | член Партії регіонів              | тимчасово не працює                                                         |